# Liste d'élections en 2001
Chronologie des élections
- 1997
- 1998
- 1999
- 2000
- 2001
- 2002
- 2003
- 2004
- 2005

Cette liste recense les élections organisées durant l'année 2001. Elle inclut les élections législatives et présidentielles nationales dans les États souverains, ainsi que les référendums.

## Commentaires généraux
À l'aube du XXIe siècle, le monde compte davantage de démocraties que jamais auparavant, à la suite notamment de la démocratisation de l'Europe de l'Est et d'une grande partie de l'Afrique dans les années 1990. Sur le plan électoral, l'année 2001 est notamment marquée par la chute du régime autoritaire, corrompu et brutal d'Alberto Fujimori au Pérou, et par l'élection pour sa succession en juin. Parmi les autres événements notables de l'année, l'arrivée au pouvoir d'Ariel Sharon (droite) en Israël en février, et de Silvio Berlusconi (droite) en Italie en mai. À Taïwan, en décembre, le parti Kuomintang (droite) perd les élections législatives pour la première fois de son histoire, face aux sociaux-libéraux du Parti démocrate progressiste.
Les communistes du Parti progressiste des travailleurs remportent les élections législatives à Chypre en mai, leur secrétaire-général Dimítris Khristófias devenant président du Parlement. En Bulgarie, l'ancien roi Siméon II, déchu dans les années 1940, devient premier ministre de son pays à l'issue des élections législatives en juin.

## Par mois

### Janvier
| Date       | Pays      | Élections                  | Contexte | Résultats |
| ---------- | --------- | -------------------------- | --- | --- |
| 6 janvier  | Thaïlande | Législatives               | | Parlement sans majorité. Alternance. Le parti Thai rak Thai (populiste, qui promet de lutter contre la corruption) manque de peu d'obtenir une majorité absolue des sièges. Thaksin Shinawatra devient premier ministre. |
| 7 janvier  | Sénégal   | Référendum constitutionnel | Il est demandé aux citoyens d'approuver ou de rejeter une proposition de nouvelle Constitution. Celle-ci réduit la durée du mandat présidentiel à cinq ans (au lieu de sept) ; réduit la taille de l'Assemblée nationale et permet au président de la République de la dissoudre ; et abroge le Sénat. | La nouvelle Constitution est approuvée par 94 % des votants. |
| 14 janvier | Cap-Vert  | Législatives               | | Alternance. Le Parti africain pour l'indépendance (gauche) remporte une majorité absolue des sièges. José Maria Neves est nommé premier ministre. Une élection présidentielle a lieu en février.                         |
| 14 janvier | Portugal  | Présidentielle             | | Jorge Sampaio (Parti socialiste) est réélu avec 55,6 % des voix, face à Ferreira do Amaral (Parti social-démocrate, centre-droit).                                                                                       |

### Février
| Date             | Pays          | Élections                    | Contexte | Résultats |
| ---------------- | ------------- | ---------------------------- | --- | --- |
| 6 février        | Israël        | Élection du premier ministre | Pour la troisième et dernière fois, le premier ministre est élu au suffrage universel. L'élection fait suite à la démission du premier ministre Ehud Barak (Parti travailliste, centre-gauche), dont le gouvernement de coalition se disloque autour de la question du processus de paix avec les Palestiniens. | Alternance. Ehud Barak est battu par Ariel Sharon (Likoud, droite) qui recueille 62,4 % des voix. |
| 9 au 11 février  | Liechtenstein | Législatives                 | | Alternance. Le Parti progressiste des citoyens (droite, national-conbservateur) remporte une majorité absolue des sièges. Otmar Hasler est nommé premier ministre.                                                                      |
| 14 et 15 février | Bahreïn       | Référendum                   | Le roi Hamed ben Issa Al Khalifa soumet au peuple une « charte d'action nationale » qui adopte des réformes démocratiques (limitées) et rétablit un parlement. Cette initiative fait suite à une révolte en faveur de la démocratie de 1994 à 1999.                                                             | La charte est approuvée par 98,4 % des votants. Elle marque la transition vers une monarchie constitutionnelle. |
| 11 et 25 février | Cap-Vert      | Présidentielle               | | Alternance. Pedro Pires (Parti africain pour l'indépendance, gauche) l'emporte au second tour avec 50 % des voix, et tout juste douze voix d'avance sur son adversaire Carlos Veiga (Mouvement pour la démocratie, centriste, libéral). |
| 25 février       | Moldavie      | Législatives                 | | Alternance. Le Parti des communistes remporte une majorité absolue des sièges. Vasile Tarlev devient premier ministre. En avril, le Parlement élit Vladimir Voronin (communiste) à la présidence de la République.                      |

### Mars
| Date         | Pays                            | Élections      | Contexte                                                                                | Résultats |
| ------------ | ------------------------------- | -------------- | --------------------------------------------------------------------------------------- | --- |
| 2 mars       | Samoa                           | Législatives   |                                                                                         | Parlement sans majorité. Le Parti pour la protection des droits de l'homme (conservateur) conserve une majorité relative des sièges. Avec l'appui de députés sans étiquette, Tuilaepa Sailele Malielegaoi demeure premier ministre. |
| 4 mars       | Andorre                         | Législatives   |                                                                                         | Les Libéraux (centre-droit) conservent une majorité absolue des sièges. Marc Forné Molné demeure premier ministre. |
| 6 mars       | États fédérés de Micronésie     | Législatives   | Il n'existe pas de partis politiques. Tous les candidats se présentent sans étiquette.  | À la suite de l'élection, le Congrès reconduit Leo Falcam à la présidence de la République. |
| 12 mars      | Ouganda                         | Présidentielle | Les partis politiques étant interdits, tous les candidats se présentent sans étiquette. | Yoweri Museveni est réélu avec 69,3 % des voix, devant cinq autres candidats. Des élections législatives ont lieu en juin. |
| 4 et 18 mars | Bénin                           | Présidentielle |                                                                                         | Les candidats arrivés deuxième et troisième refusent leur propre qualification pour le second tour, affirmant ne pas avoir confiance dans l'intégrité du processus électoral. En conséquence, Mathieu Kérékou (FARD), arrivé premier, affronte Bruno Amoussou (Parti social-démocrate), arrivé quatrième et qui lui a déclaré son soutien. Mathieu Kérékou est aisément réélu, avec 83,6 % des voix. |
| 19 mars      | Guyana                          | Législatives   |                                                                                         | Le Parti progressiste populaire (gauche) conserve la majorité absolue des sièges. Sam Hinds demeure premier ministre. |
| 28 mars      | Saint-Vincent-et-les-Grenadines | Législatives   |                                                                                         | Alternance. Le Parti travailliste uni (gauche) remporte une majorité absolue des sièges. Ralph Gonsalves devient premier ministre. |

### Avril
| Date     | Pays    | Élections                      | Contexte | Résultats |
| -------- | ------- | ------------------------------ | --- | --- |
| 8 avril  | Pérou   | Législatives et présidentielle | 1er tour de la présidentielle ; tour unique des législatives. | Parlement sans majorité. Le parti Pérou possible (centriste, libéral, écologiste) obtient une majorité relative des sièges. |
| 29 avril | Sénégal | Législatives                   | Élections anticipées. Le président Abdoulaye Wade (Parti démocratique, libéral), élu en 2000, souhaite mettre fin au gouvernement de cohabitation avec le Parlement à majorité socialiste. | Alternance. Le Parti démocratique et ses alliés remportent une majorité absolue des sièges.                                 |

### Mai
| Date   | Pays        | Élections                  | Contexte | Résultats |
| ------ | ----------- | -------------------------- | --- | --- |
| 13 mai | Italie      | Parlementaires             | | Alternance. L'alliance « Maison des libertés » (centre-droit et droite) remporte une majorité absolue des sièges. Silvio Berlusconi devient président du Conseil des ministres.                               |
| 14 mai | Philippines | Législatives               | Élection des deux chambres. Les élections font suite à la révolte pacifique de janvier, qui a contraint le président Joseph Estrada à démissionner. | Parlement sans majorité. Le parti Lakas (chrétien-démocrate et musulman-démocrate) conserve une majorité relative des sièges.                                                                                 |
| 20 mai | Tchad       | Présidentielle             | | Idriss Déby (Mouvement patriotique du salut, gauche) est réélu avec 63,2 % des voix. Les six autres candidats contestent les résultats, et sont brièvement arrêtés après l'élection.                          |
| 27 mai | Chypre      | Législatives               | | Parlement sans majorité. Alternance. Le parti Parti progressiste des travailleurs (communiste) obtient une majorité relative des sièges.                                                                      |
| 31 mai | Somaliland  | Référendum constitutionnel | Le référendum vise à affirmer l'indépendance du Somaliland vis-à-vis de la Somalie, et à le doter d'une Constitution démocratique.                  | La proposition est approuvée par 97 % des votants. La Somalie étant en état de crise, le Somaliland s'établit avec succès comme un État indépendant, mais n'est pas reconnu par la communauté internationale. |

### Juin
| Date    | Pays        | Élections      | Contexte | Résultats |
| ------- | ----------- | -------------- | --- | --- |
| 3 juin  | Pérou       | Présidentielle | 2d tour. Élection anticipée provoquée par la fuite du président et dictateur Alberto Fujimori, accusé de meurtres, d'enlèvements et d'autres violations des droits de l'homme, ainsi que de corruption. | Alternance. Alejandro Toledo (Pérou possible : centriste, libéral, écologiste) est élu avec 53,1 % des voix face à Alan García (Alliance populaire révolutionnaire américaine, centre-gauche).                                                                                  |
| 7 juin  | Irlande     | Référendums    | Trois amendements constitutionnels sont soumis à l'approbation des citoyens. | Les Irlandais approuvent à 62,1 % l'inscription de l'interdiction de la peine de mort dans la Constitution. Ils approuvent à 64,2 % la ratification du Statut de Rome relatif à la Cour pénale internationale. Enfin, ils rejettent à 53,9 % la ratification du traité de Nice. |
| 7 juin  | Royaume-Uni | Législatives   | | Le Parti travailliste (centre-gauche) conserve une large majorité des sièges. Tony Blair demeure premier ministre. |
| 8 juin  | Iran        | Présidentielle | Seuls les candidats approuvés par le Conseil des gardiens peuvent se présenter. | Mohammad Khatami (Société des clercs militants, réformiste) est réélu avec 77,1 % des voix, devant neuf autres candidats. |
| 10 juin | Saint-Marin | Législatives   | | Parlement sans majorité. Le Parti démocrate-chrétien conserve sa majorité relative des sièges. |
| 17 juin | Bulgarie    | Législatives   | | Alternance. Le Mouvement national Simeon II (centriste, libéral, populiste) remporte exactement la moitié des sièges. Simeon Sakskoburggotski, ancien roi déchu par les communistes en 1946, devient premier ministre. Une élection présidentielle a lieu en novembre.          |
| 24 juin | Albanie     | Législatives   | | Le Parti socialiste (centre-gauche) conserve une majorité absolue des sièges. Ilir Meta demeure premier ministre. |
| 26 juin | Ouganda     | Législatives   | Une élection présidentielle a eu lieu en mars. Les partis politiques étant interdits, tous les candidats se présentent sans étiquette.                                                                  | Bien que les députés n'aient pas formellement d'étiquette, la majorité absolue des élus sont affiliés au Mouvement de résistance nationale (droite) du président Yoweri Museveni.                                                                                               |

### Juillet
| Date       | Pays                 | Élections      | Contexte                                                           | Résultats |
| ---------- | -------------------- | -------------- | ------------------------------------------------------------------ | --- |
| 29 juillet | Japon                | Législatives   | Élection de la Chambre des conseillers (chambre haute) uniquement. | Chambre sans majorité. Le Parti libéral-démocrate (conservateur) conserve sa majorité relative des sièges. |
| 29 juillet | Sao Tomé-et-Principe | Présidentielle |                                                                    | Fradique de Menezes (Action démocratique indépendante, centriste) est élu avec 55,2 % des voix, face notamment à Manuel Pinto da Costa (Mouvement pour la libération de Sao Tomé-et-Principe, centre-gauche), ancien dictateur qui avait ouvert le pays au multipartisme en 1990. |

### Août
| Date    | Pays           | Élections     | Contexte | Résultats |
| ------- | -------------- | ------------- | --- | --- |
| 30 août | Timor oriental | Constituantes | Le pays a voté pour l'indépendance en 1999, mais demeure formellement sous souveraineté indonésienne jusqu'en mai 2002. Ces élections font partie du processus de transition. | Le Front révolutionnaire pour l'indépendance du Timor oriental (gauche) obtient une majorité absolue des sièges. Marí Alkatiri sera nommé premier ministre au moment de l'indépendance. |

### Septembre
| Date                   | Pays        | Élections      | Contexte                                                               | Résultats |
| ---------------------- | ----------- | -------------- | ---------------------------------------------------------------------- | --- |
| 25 août au 2 septembre | Fidji       | Législatives   | Restauration de la démocratie après le coup d'État civil de l'an 2000. | Parlement sans majorité. Alternance. Le Soqosoqo Duavata ni Lewenivanua (droite, prônant la suprématie des intérêts autochtones) obtient une majorité relative des sièges. Il forme un gouvernement de coalition avec l'Alliance conservatrice (extrême-droite, formée par les partisans du coup d'État raciste de 2000). Laisenia Qarase devient premier ministre.                                                                            |
| 31 août au 2 septembre | Seychelles  | Présidentielle |                                                                        | France-Albert René (Front progressiste populaire, centre-gauche) est réélu avec 54,2 % des voix, face à Wavel Ramkalawan (Parti national, libéral, centre-droit). |
| 9 septembre            | Biélorussie | Présidentielle | L'OSCE estime que ces élections ne sont pas démocratiques.             | Alexandre Loukachenko (sans étiquette) est réélu avec 77,4 % des voix face à deux autres candidats. |
| 9 et 10 septembre      | Norvège     | Législatives   |                                                                        | Parlement sans majorité. Alternance. Le Parti travailliste (centre-gauche) conserve une majorité relative des sièges, mais nettement diminuée. Il ne parvient pas à former un gouvernement. C'est donc Kjell Magne Bondevik (Parti populaire chrétien, conservateur) qui devient premier ministre à la tête d'un gouvernement de coalition de centre-droit.                                                                                    |
| 23 septembre           | Pologne     | Parlementaires |                                                                        | Parlement sans majorité. Alternance. L'Alliance de la gauche démocratique - Union du travail (centre-gauche) obtient une majorité relative des sièges, et forme un gouvernement avec l'appui du Parti paysan (agrarien, chrétien-démocrate). Leszek Miller devient premier ministre. L'Alliance électorale Solidarité (droite, issue du mouvement Solidarność), au pouvoir avant l'élection, s'effondre, perdant tous ses sièges au Parlement. |

### Octobre
| Date             | Pays       | Élections                  | Contexte | Résultats |
| ---------------- | ---------- | -------------------------- | --- | --- |
| 1er octobre      | Bangladesh | Législatives               | | Alternance. Le Parti nationaliste (libéral sur le plan économique) remporte une majorité absolue des sièges. Khaleda Zia devient première ministre.                                    |
| 7 octobre        | Italie     | Référendum constitutionnel | Les citoyens sont invités à approuver un amendement constitutionnel visant à déléguer davantage de pouvoirs aux régions.                                                                                            | La proposition est approuvée par 64,2 % des votants. |
| 14 octobre       | Argentine  | Législatives               | Alternance. Parlement sans majorité. Le Parti justicialiste (péroniste obtient une majorité relative des sièges. | |
| 18 octobre       | Gambie     | Présidentielle             | Dirigée par Yahya Jammeh depuis son arrivée au pouvoir par un coup d'État en 1994, la Gambie n'est généralement pas considérée comme une démocratie. Les élections sont entachées de violences envers l'opposition. | Yahya Jammeh (Alliance patriotique pour la réorientation et la construction : parti du pouvoir personnel du président) est réélu avec 52,8 % des voix, devant quatre autres candidats. |
| 19 et 26 octobre | Mauritanie | Législatives               | Pour la première fois, les partis d'opposition prennent part à l'élection, à la suite de mesures visant à empêcher les fraudes.                                                                                     | Le Parti républicain démocratique et social (libéral-conservateur) conserve une majorité absolue des sièges.                                                                           |

### Novembre
| Date              | Pays      | Élections                      | Contexte | Résultats |
| ----------------- | --------- | ------------------------------ | --- | --- |
| 3 novembre        | Botswana  | Référendum                     | Huit questions sont posées aux citoyens, pour réformer les institutions judiciaires, et notamment s'assurer que les juges soient des personnes expérimentées et qualifiées.                                                                                                  | Les huit propositions sont approuvées. |
| 3 novembre        | Singapour | Législatives                   | | Le Parti d'action populaire (conservateur, laïc) conserve la quasi-totalité des sièges. Goh Chok Tong demeure premier ministre. |
| 4 novembre        | Nicaragua | Législatives et présidentielle | | Le Parti libéral constitutionnaliste (conservateur, néo-libéral), qui disposait d'une majorité relative des sièges, obtient cette fois la majorité absolue. Son candidat Enrique Bolaños Geyer est élu président de la République avec 56,3 % des voix, face à Daniel Ortega (Front sandiniste de libération nationale, gauche). |
| 10 novembre       | Australie | Législatives                   | | La Coalition des partis de centre-droit conserve la majorité absolue des sièges. John Howard demeure premier ministre. |
| 11 novembre       | Guinée    | Référendum constitutionnel     | Les citoyens sont invités à approuver une réforme constitutionnelle qui accroîtrait la durée des mandats présidentiels à sept ans (au lieu de cinq), et abolirait toute limite au nombre de mandats que le président peut exercer. L'opposition appelle à boycotter le vote. | La proposition est approuvée officiellement par 98,4 % des votants. Ceci permet à Lansana Conté, arrivé au pouvoir par un coup d'État militaire en 1984, puis élu président en 1993 et 1998, de briguer un nouveau mandat en 2003.                                                                                               |
| 11 et 18 novembre | Bulgarie  | Présidentielle                 | | Alternance. Gueorgui Parvanov (Parti socialiste) est élu avec 54,1 % des voix, face au président sortant Petar Stoyanov (Union des forces démocratiques, conservateur). |
| 20 novembre       | Danemark  | Législatives                   | | Parlement sans majorité. Alternance. Pour la première fois depuis 1924, les Sociaux-démocrates ne terminent pas en tête. Le parti Venstre (libéral-conservateur) obtient une majorité relative des sièges. Anders Fogh Rasmussen devient premier ministre.                                                                       |
| 25 novembre       | Honduras  | Législatives et présidentielle | | Alternance. Parlement sans majorité. Le Parti national (conservateur) obtient une majorité relative des sièges. Son candidat Ricardo Maduro est élu président de la République avec 52,2 % des voix, face à Rafael Pineda (Parti libéral, centre-droit).                                                                         |

### Décembre
| Date             | Pays              | Élections                      | Contexte | Résultats |
| ---------------- | ----------------- | ------------------------------ | --- | --- |
| 1er décembre     | Taïwan            | Législatives                   | | Parlement sans majorité. Alternance. Le Parti démocrate progressiste (centre-gauche, social-libéral) obtient une majorité relative des sièges. Première défaite du Kuomintang (conservateur) à des élections législatives, après sa défaite historique à l'élection présidentielle de 2000. |
| 3 décembre       | Sainte-Lucie      | Législatives                   | | Le Parti travailliste (centre-gauche) conserve la majorité absolue des sièges. Kenny Anthony demeure premier ministre. |
| 5 décembre       | Îles Salomon      | Législatives                   | Le pays est en crise. Sous le premier ministre Manasseh Sogavare, l'État est gangréné par la corruption, et par le pouvoir qu'exerce une milice ethnique malaitane sur les autorités publiques.                                                 | Parlement sans majorité. Alternance. Le Parti de l'alliance populaire obtient une majorité relative des sièges. Allan Kemakeza devient premier ministre. Les violences inter-ethniques et la corruption se poursuivent néanmoins au cours des années suivantes. |
| 5 décembre       | Sri Lanka         | Législatives                   | Élections anticipées, provoquées par la dislocation du gouvernement de coalition du premier ministre Ratnasiri Wickremanayake. La campagne électorale et le jour du scrutin sont entachées par de nombreuses violences, faisant soixante morts. | Parlement sans majorité. Alternance. Le Front national unifié (conservateur) obtient une majorité relative des sièges. Ranil Wickremesinghe devient premier ministre. |
| 10 décembre      | Trinité-et-Tobago | Législatives                   | | Alternance. Le Congrès national uni (centre-gauche social-démocrate, majorité sortante) et le Mouvement national du peuple (centre-gauche social-libéral) obtiennent chacun la moitié des sièges. Le président de la République Arthur Robinson (MNP) nomme Patrick Manning (MNP) au poste de premier ministre. |
| 16 décembre      | Chili             | Législatives                   | | La Concertation des partis pour la démocratie (centre-gauche) conserve la majorité absolue des sièges à la Chambre des députés, et la majorité relative au Sénat. |
| 16 décembre      | Madagascar        | Présidentielle                 | | Alternance. Les résultats initiaux indiquent qu'aucun candidat n'a obtenu une majorité absolue des suffrages, et qu'un second tour sera donc nécessaire. Rejetant ces résultats, le candidat d'opposition Marc Ravalomanana se déclare élu. La Haute Cour constitutionnelle le déclare finalement élu avec 51,5 % des voix. Le président sortant Didier Ratsiraka (parti AREMA, gauche) fuit le pays.                                                  |
| 23 décembre      | Comores           | Référendum constitutionnel     | Les citoyens sont invités à approuver une réforme constitutionnelle qui accroîtrait grandement l'autonomie des îles membres de la fédération. La présidence de la république alternerait par ailleurs entre les trois îles.                     | La proposition est approuvée par 77 % des votants. |
| 9 et 23 décembre | Gabon             | Législatives                   | | Le Parti démocratique (conservateur) conserve une majorité absolue des sièges. Jean-François Ntoutoume Emane demeure premier ministre. |
| 27 décembre      | Zambie            | Législatives et présidentielle | | Parlement sans majorité. Le Mouvement pour la démocratie multipartite (centre-gauche) perd sa majorité absolue des sièges, mais conserve la majorité relative. Son candidat Levy Mwanawasa est élu président de la République avec 29,2 % des voix, devant dix autres candidats. Saisie par trois candidats d'opposition, la Cour suprême reconnaît d'importantes irrégularités dans la tenue des élections, dont elle valide néanmoins les résultats. |